# Девід Бернгардт
Девід Л. Бернгардт (англ. David L. Bernhardt; нар. 17 серпня 1969, Райфл, Колорадо) — американський адвокат, лобіст і державний службовець, виконувач обов'язків Міністра внутрішніх справ США з 2 січня 2019 року до 11 квітня 2019. Міністр з 11 квітня 2019 року до 20 січня 2021 року. Колишній партнер і акціонер колорадської юридичної фірми Brownstein Hyatt Farber Schreck. Заступник міністра внутрішніх справ США з 1 серпня 2017 до 11 квітня 2019.

## Біографія
Отримав ступінь бакалавра в Університеті Північного Колорадо 1990 року. Бернгардт пройшов стажування у Верховному суді Сполучених Штатів. З відзнакою закінчив Школу права Університету Джорджа Вашингтона 1994 року. Член Колегії адвокатів Колорадо.
У 90-х він працював на конгресмена Скотта Макінніса республіканця з Гранд-Джанкшена. 1998 року Бернгардт приєднався до Brownstein Hyatt and Farber, юридичної та лобістської фірми у Денвері.
Почав працювати у Міністерстві внутрішніх справ 2001 року. Бернгардт був заступником начальника відділу кадрів і радником тодішнього міністра Гейл Нортон, директором у справах Конгресу і законодавства. Солісітор Міністерства внутрішніх справ США з 2006 до 2009 року.
Живе в Арлінгтоні, штат Вірджинія. Одружений, має двох дітей.